# Dovyalis lucida
Dovyalis lucida är en videväxtart som beskrevs av Sim. Dovyalis lucida ingår i släktet Dovyalis och familjen videväxter. Inga underarter finns listade i Catalogue of Life.